# 야니스 콘토에스
호랑이라는 별명을 가진 야니스 콘토에스(그리스어: Γιάννης Κοντοές, 1986년 5월 24일 ~)는 그리스의 전 축구 선수이다. 현역 시절 포지션은 수비수였다.
콘토에스는 그의 기술과 단단한 수비와 페이스, 그리고 빠르게 달리는 오버래핑으로 유명한 선수이다. 콘토에스는 또한 2010/11시즌 때 파니오니오스 FC의 도움왕으로 선정되었다. 콘토에스는 한결같은 퍼포먼스로 슈퍼리그 그리스가 선정한 베스트 11의 왼쪽 풀백으로 뽑히기도 하였다.

## 클럽 경력

### 파니오니오스
파니오니오스가 콘토에스를 영입할 때, 클럽의 모든 사람들은 그를 믿었고, 그는 파니오니오스의 기대를 충족시키기위해 자신의 실력을 향상 시킬 준비가 되어있었다. 그의 노력은 파니오니오스의 팬들이 그의 열정과 그 자신을 좋아함으로 되돌아왔다. 그 결과, 클럽은 콘토에스와 재계약을 맺게 되었다. 그의 팀 동료 중 그리고리스 마코스와 친했는데, 몇 년뒤 그 둘은 AEK 아테네로 떠났다.

### AEK 아테네
2011년 8월 1일, 콘토에스는 AEK 아테네와 3년 계약을 맺었고, 그 당시 그는 자유이적상태였다. 콘토에스는 AEK 아테네에겐 오른쪽 풀백, 왼쪽 풀백, 센터백 모두 소화할 수 있는 다재다능한 키플레이어였다. 그는 또한 파니오니오스에서 활동하며 왼쪽 풀백의 MVP로 선정되고, 올해의 선수로 선정되는 등의 인상적인 모습을 보였다. AEK 아테네와 계약을 맺기 전, 파니오니오스는 어떻게는 그를 계속 보유하려 AEK 아테네보다 높은 금액을 제시했지만, 콘토에스는 그 제안을 거절하고 AEK 아테네와 계약하게 된다. 슈퍼리그 그리스보다 여러유럽클럽들과 경쟁하고 싶었기 때문이었다.콘토에스는 스코다 크산티 FC를 상대로 1 대 0으로 원정승을 거두며 AEK 아테네에서의 데뷰전을 치렀다. 콘토에스의 시즌 두 번째 경기는 오랜시간 몸을 담그다 라이벌인 AEK로 떠나면서 많은 팬들에게 비난을 받은 파니오니오스 FC의 홈에서 열리는 경기였다. 많은 비난에도 불구하고, 콘토에스는 흔들리지 않고 경기에 임했고, 그 경기의 MVP를 받기까지 했다. 결과는 1 대 0으로 AEK 아테네의 승리였다.
콘토에스는 빠르게 팀의 주요인물이 되면서 2012-13시즌을 맞았다. 그는 "엘로우 블랙"스쿼드에서 주장이 되길 기대했다. 그는 주로 왼쪽 풀백에서 활동했고, 센터백도 마다하지 않고 소화했다. 2012년 12월, 콘토에스는 제정적 문제로 인해 AEK 아테네와의 계약을 '파기'하기로 결정한다.

### 아스테라스 트리폴리스
2013년 1월 30일, 콘토에스는 아스테라스 트리폴리스와 새로운 계약을 맺고, 2013년 2월 24일, 레바디아코스 FC와의 홈 경기를 1대0으로 승리하며 데뷔전을 치렀다.

### 아트로미토스
2014년 9월 4일, 아트로미토스와 새로운 계약을 맺었고, 올림피아코스로 떠난 코스타스 얀눌리스를 대체하기 시작했다. 같은 해 9월 14일, 파네톨리코스 FC와의 홈경기에서 0대0 무승부를 거두며 데뷔전을 치렀다.2017년 5월 17일, 그는 아트로미토스 FC와의 3년 계약이 풀리면서 팀을 떠나게 되었다.

### 아폴론 스미르니
2017년 6월 29일, 아폴론 스미르니는 콘토에스와의 계약을 발표했다.